# Eugène Ténot
Pour les articles homonymes, voir Ténot.
Pierre Paul Ténot, dit Eugène Ténot, né le 2 mai 1839 à Larreule (Hautes-Pyrénées) et mort le 9 janvier 1890 à Bordeaux (Gironde), est un journaliste et homme politique français.

## Biographie
Enseignant à Alger de 1860 à 1864, il devient journaliste à Paris en 1864 et entre au journal Le Siècle. Préfet des Hautes-Pyrénées après le 4 septembre 1870, il quitte ses fonctions en février 1871 pour se faire candidat aux élections législatives de mai 1871. Non-élu, il prend la direction du journal "la Gironde" à Bordeaux. Il est député des Hautes-Pyrénées de 1881 à 1885, siégeant à gauche. Candidat-député pour les Hautes-Pyrénées en 1885, il n'est pas élu.

## Œuvre
- La province en décembre 1851 : étude historique, 1865 [1].
- Paris en décembre 1851 : étude historique sur le coup d'État, 1868 [2].
- Les Suspects en 1858 : Étude historique sur l'application de la loi de sûreté générale, emprisonnements, transportations (avec Antonin Dubost), 1869 [3].
- Campagnes des armées de l'empire en 1870, 1872[4].
- La vérité sur M. Boulanger militaire, 1888 [5]
- Paris et ses fortifications : les nouvelles défenses de la France : 1870-1880